# Seznam svazů alpínské a subalpínské vegetace v Česku
Seznam svazů alpínské a subalpínské vegetace v Česku je zpracován (včetně pojetí syntaxonů) dle publikace Chytrý a kol. (2007) a představuje přehled svazů (typů rostlinných společenstev) řazených do alpínské a subalpínské vegetace na území Česka.
Přehled je zpracován pomocí fytocenologických jednotek hlavní úrovně (ranku), kdy nejnižší hlavní jednotkou je asociace, jí nadřazený je pak svaz, nad svazem je řád (pro zjednodušení nejsou zde řády uvedeny) a nejvyšší jednotkou je třída. Vědecký název syntaxonu se řídí podle závazných pravidel, která jsou uvedena v mezinárodním kódu fytocenologické nomenklatury. Český název je pak pouze co nejstručnější a zároveň nejvýstižnějším popisem této vegetace a nepodléhá takovým závazným pravidlům. Celý tento seznam se ovšem vztahuje pouze na území České republiky. Proto zde uvedené třídy (nebo jiné jednotky) mají často další podřazené syntaxony, které zde nejsou uvedeny, protože se vyskytují pouze mimo ČR. Také rovnítko mezi českým názvem a vědeckým je víceméně přesné pouze na úrovni Česka nebo většinou ještě i střední Evropy. Nemusí to být přesné z celosvětového pohledu, např. v Severní Americe, Jižní Americe nebo východní Asii existují acidofilní alpínské trávníky odlišného druhového složení.

## TřídaLoiseleurio-Vaccinietea–Alpínská vřesoviště
| Fotografie                                                      | Český název                          | Odborný název                           | Galerie na Commons                                                  | Asociace v rámci tohoto svazu |
| --------------------------------------------------------------- | ------------------------------------ | --------------------------------------- | ------------------------------------------------------------------- | --- |
| Alpínské vřesoviště na hřebeni pod vrcholem Sněžky v Krkonoších | Arkticko-alpínská keříčková vegetace | svaz Loiseleurio procumbentis-Vaccinion | Kategorie „Loiseleurio procumbentis-Vaccinion“ na Wikimedia Commons | - Avenello flexuosae-Callunetum vulgaris – Alpínská vřesoviště - Junco trifidi-Empetretum hermaphroditi – Skalní alpínská vřesoviště s šichou |

## TřídaJuncetea trifidi–Acidofilní alpínské trávníky
| Fotografie                                                                        | Český název                   | Odborný název                          | Galerie na Commons                                                 | Asociace v rámci tohoto svazu                                            |
| --------------------------------------------------------------------------------- | ----------------------------- | -------------------------------------- | ------------------------------------------------------------------ | ------------------------------------------------------------------------ |
| Vyfoukávaný alpínský trávník na Obřím hřebeni v Krkonoších                        | Vyfoukávané alpínské trávníky | svaz Juncion trifidi                   | Kategorie „Juncion trifidi“ na Wikimedia Commons                   | - Cetrario-Festucetum supinae – Kostřavové alpínské trávníky s lišejníky |
| Rozsáhlý smilkový alpínský trávník v hřebenové oblasti Krkonoš poblíž Luční boudy | Zapojené alpínské trávníky    | svaz Nardo strictae-Caricion bigelowii | Kategorie „Nardo strictae-Caricion bigelowii“ na Wikimedia Commons | - Carici bigelowii-Nardetum strictae – Smilkové alpínské trávníky        |

## TřídaElyno-Seslerietea–Bazifilní alpínské trávníky
| Fotografie                                                                | Český název                              | Odborný název          | Galerie na Commons                                 | Asociace v rámci tohoto svazu |
| ------------------------------------------------------------------------- | ---------------------------------------- | ---------------------- | -------------------------------------------------- | --- |
| Alpínský skalní trávník s kostřavou peřestou v Čertově rokli v Krkonoších | Květnaté skalní trávníky sudetských karů | svaz Agrostion alpinae | Kategorie „Agrostion alpinae“ na Wikimedia Commons | - Saxifrago oppositifoliae-Festucetum versicoloris – Alpínské skalní trávníky s kostřavou peřestou - Saxifrago paniculatae-Agrostietum alpinae – Alpínské skalní trávníky s psinečkem alpským |

## TřídaMulgedio-Aconitetea–Subalpínská vysokobylinná a křovinná vegetace
| Fotografie                                                                         | Český název                                | Odborný název                                         | Galerie na Commons                                                                | Asociace v rámci tohoto svazu |
| ---------------------------------------------------------------------------------- | ------------------------------------------ | ----------------------------------------------------- | --------------------------------------------------------------------------------- | --- |
| Subalpínský metlicový trávník ve vlhké rokli v Obřím dole v Krkonoších             | Subalpínské vysokostébelné trávníky        | svaz Calamagrostion villosae                          | Kategorie „Calamagrostion villosae“ na Wikimedia Commons                          | - Sphagno compacti-Molinietum caeruleae – Subalpínské bezkolencové trávníky - Crepido conyzifoliae-Calamagrostietum villosae – Subalpínské trávníky s třtinou chloupkatou - Violo sudeticae-Deschampsietum cespitosae – Subalpínské metlicové trávníky |
| Subalpínský trávník s třtinou rákosovitou v dolní části Čertovy rokle v Krkonoších | Subalpínské trávníky s třtinou rákosovitou | svaz Calamagrostion arundinaceae                      | Kategorie „Calamagrostion arundinaceae“ na Wikimedia Commons                      | - Bupleuro longifoliae-Calamagrostietum arundinaceae – Subalpínské trávníky s třtinou rákosovitou |
| Subalpínské křoviny s břízou karpatskou u lavinové dráhy v Obřím dole v Krkonoších | Subalpínské listnaté křoviny               | svaz Salicion silesiacae                              | Kategorie „Salicion silesiacae“ na Wikimedia Commons                              | - Salici silesiacae-Betuletum carpaticae – Subalpínské křoviny s břízou karpatskou - Pado borealis-Sorbetum aucupariae – Subalpínské jeřábovo-střemchové křoviny |
| Porosty haveze v Obřím dole                                                        | Subalpínské vysokobylinné nivy             | svaz Adenostylion alliariae                           | Kategorie „Adenostylion alliariae“ na Wikimedia Commons                           | - Ranunculo platanifolii-Adenostyletum alliariae – Subalpínské havezové nivy - Salicetum lapponum – Subalpínské křoviny s vrbou laponskou - Trollio altissimi-Geranietum sylvatici – Subalpínské upolínové nivy - Laserpitio archangelicae-Dactylidetum glomeratae – Subalpínské srhové nivy - Chaerophyllo hirsuti-Cicerbitetum alpinae – Mléčivcové nivy montánního stupně |
| Subalpínská kapradinová vegetace s papratkou horskou v Dlouhém dole v Krkonoších   | Subalpínská kapradinová vegetace           | svaz Dryopterido filicis-maris-Athyrion distentifolii | Kategorie „Dryopterido filicis-maris-Athyrion distentifolii“ na Wikimedia Commons | - Daphno mezerei-Dryopteridetum filicis-maris – Subalpínské kapradinová vegetace s kapradí samcem - Adenostylo alliariae-Athyrietum distentifolii – Subalpínská kapradinová vegetace s papratkou horskou |

## TřídaCalluno-Ulicetea-Smilkové trávníky a vřesoviště
Zde jsou uvedeny pouze ty jednotky z této třídy, které se týkají subalpínského a alpínského stupně. Ostatní jednotky viz seznam travinné a keříčkové vegetace v Česku.
| Fotografie | Český název                                    | Odborný název                  | Galerie na Commons                                         | Asociace v rámci tohoto svazu |
| ---------- | ---------------------------------------------- | ------------------------------ | ---------------------------------------------------------- | --- |
|            | Subalpínské smilkové trávníky                  | svaz Nardion strictae          | Kategorie „Nardion strictae“ na Wikimedia Commons          | - Festuco supinae-Nardetum strictae – Druhově chudé subalpínské smilkové trávníky - Thesio alpini-Nardetum strictae - Druhově bohaté subalpínské smilkové trávníky |
|            | Podhorská až subalpínská brusnicová vřesoviště | svaz Genisto pilosae-Vaccinion | Kategorie „Genisto pilosae-Vaccinion“ na Wikimedia Commons | - Festuco supinae-Vaccinietum myrtilli – Subalpínská borůvková vegetace                                                                                            |

## TřídaAsplenietea trichomanis–Vegetace skal, zdí a stabilizovaných sutí
Zde jsou uvedeny pouze ty jednotky z této třídy, které se týkají subalpínského a alpínského stupně. Ostatní jednotky viz seznam skalní a suťové vegetace v Česku.
| Fotografie | Český název                                                  | Odborný název            | Galerie na Commons                                   | Asociace v rámci tohoto svazu                                                                            |
| ---------- | ------------------------------------------------------------ | ------------------------ | ---------------------------------------------------- | --- |
|            | Vegetace silikátových sutí v subalpínském a alpínském stupni | svaz Androsacion alpinae | Kategorie „Androsacion alpinae“ na Wikimedia Commons | - Cryptogrammetum crispae – Vegetace subalpínských a alpínských silikátových sutí s jinořadcem kadeřavým |

## TřídaMontio-Cardaminetea–Vegetace pramenišť
Zde jsou uvedeny pouze ty jednotky z této třídy, které se týkají subalpínského a alpínského stupně. Ostatní jednotky viz seznam prameništní a rašeliništní vegetace v Česku.
| Fotografie | Český název                                               | Odborný název                                | Galerie na Commons                                                       | Asociace v rámci tohoto svazu |
| ---------- | --------------------------------------------------------- | -------------------------------------------- | ------------------------------------------------------------------------ | --- |
|            | Vegetace nevápnitých alpínských a subalpínských pramenišť | svaz Swertio perennis-Dichodontion palustris | Kategorie „Swertio perennis-Dichodontion palustris“ na Wikimedia Commons | - Crepido paludosae-Philonotidetum seriatae – Vegetace kyselých vysokohorských pramenišť s převahou mechorostů - Swertietum perennis - Vegetace subalpínských pramenišť s pažitkou pobřežní a kropenáčem vytrvalým - Cardaminetum opicii - Vegetace vysokohorských pramenišť s řeřišnicí hořkou Opizovou |

## TřídaScheuchzerio palustris-Caricetea–Vegetace slatinišť, přechodových rašelinišť a vrchovištních šlenků
Zde jsou uvedeny pouze ty jednotky z této třídy, které se často vyskytují i v subalpínském a alpínském stupni. Ostatní jednotky viz seznam prameništní a rašeliništní vegetace v Česku.
| Fotografie | Český název                                | Odborný název                     | Galerie na Commons                                             | Asociace v rámci tohoto svazu |
| ---------- | ------------------------------------------ | --------------------------------- | -------------------------------------------------------------- | --- |
|            | Mírně kyselá rašeliniště a rašelinné louky | svaz Caricion canescenti-nigrae   | Kategorie „Caricion canescenti-nigrae“ na Wikimedia Commons    | - Bartsio alpinae-Caricetum nigrae – Vegetace zrašelinělých pramenišť v hercynských karech - Calliergo sarmentosi-Eriophoretum angustifolii - Arkticko-alpínská rašeliniště se srpnatkou trsnatou               |
|            | Přechodová rašeliniště                     | svaz Sphagno-Caricion canescentis | Kategorie „Sphagno-Caricion canescentis “ na Wikimedia Commons | - Polytricho communis-Molinietum caeruleae – Vysychavá přechodová rašeliniště s bezkolencem modrým |
|            | Vegetace vrchovištních šlenků              | svaz Sphagnion cuspidati          | Kategorie „Sphagnion cuspidati“ na Wikimedia Commons           | - Drepanoclado fluitantis-Caricetum limosae – Vegetace šlenků s ostřicí mokřadní na hlubokých vrchovištích - Carici rostratae-Drepanocladetum fluitantis - Vegetace šlenků v mělkých částech horských vrchovišť |

## TřídaOxycocco-Sphagnetea–Vegetace vrchovišť
Zde jsou uvedeny pouze ty jednotky z této třídy, které se často vyskytují i v subalpínském a alpínském stupni. Ostatní jednotky viz seznam prameništní a rašeliništní vegetace v Česku.
| Fotografie | Český název                                 | Odborný název                                    | Galerie na Commons                                                            | Asociace v rámci tohoto svazu |
| ---------- | ------------------------------------------- | ------------------------------------------------ | ----------------------------------------------------------------------------- | --- |
|            | Kontinentální a subkontinentální vrchoviště | svaz Sphagnion magellanici                       | Kategorie „Sphagnion magellanici “ na Wikimedia Commons                       | - Eriophoro vaginati-Sphagnetum recurvi – Koberce rašeliníku křivolistého se suchopýrem pochvatým - Andromedo polifoliae-Sphagnetum magellanici - Bultová vegetace subkontinentálních a kontinentálních vrchovišť - Vaccinio uliginosi-Pinetum mugo - Vrchoviště s klečí |
|            | Boreální vrchoviště                         | svaz Oxycocco microcarpi-Empetrion hermaphroditi | Kategorie „Oxycocco microcarpi-Empetrion hermaphroditi “ na Wikimedia Commons | - Trichophoro cespitosi-Sphagnetum compacti – Boreální vrchoviště se suchopýrkem trsnatým - Empetro nigri-Sphagnetum fusci - Boreální vrchoviště s bulty rašeliníku hnědého                                                                                              |

## TřídaVaccinio-Piceetea–Přirozené jehličnaté lesy
| Fotografie | Český název          | Odborný název    | Galerie na Commons                            | Asociace v rámci tohoto svazu |
| ---------- | -------------------- | ---------------- | --------------------------------------------- | --- |
|            | Vegetace kosodřeviny | svaz Pinion mugo | Kategorie „Pinion mugo “ na Wikimedia Commons | - Vaccinio myrtilli-Pinetum mugo – Acidofilní vegetace kosodřeviny - Adenostylo alliariae-Pinetum mugo – Vysokobylinná vegetace kosodřeviny |